# Götterdämmerungs diskografi
Diskografi for Götterdämmerung, den fjerde af de fire operaer fra Der Ring des Nibelungen af Richard Wagner, som fik premiere i Bayreuther Festspielhaus den 17. august 1876, omfatter en række betydende indspilninger af operaen.
| År            | Medvirkende | Dirigent Orkester og kor                                                              | Pladeselskab Katalognummer Mono / stereo, Live / studieindspilning                                              |
| ------------- | --- | ------------------------------------------------------------------------------------- | --- |
| 1949          | Günther Treptow, Gertrude Grob-Prandl, Ludwig Weber, Karl Kamann, Hilde Konetzni, Adolf Vogel, Rosette Anday                   | Rudolf Moralt Wiener Symphoniker und Chor                                             | CD: Myto Cat: 4MCD 973.159 Mono, studieindspilning                                                              |
| 1951          | Bernd Aldenhoff, Astrid Varnay, Ludwig Weber, Hermann Uhde, Martha Mödl, Heinrich Pflanzl, Elisabeth Höngen                    | Hans Knappertsbusch Chor und Orchester der Bayreuther Festspiele                      | CD: Testament Cat: SBT4175 Mono, live                                                                           |
| 1952          | Max Lorenz, Astrid Varnay, Josef Greindl, Hermann Uhde, Martha Mödl, Gustav Neidlinger, Ruth Siewert                           | Joseph Keilberth Chor und Orchester der Bayreuther Festspiele                         | CD: Myto Cat: 4CD 00206 Mono, live                                                                              |
| 1953          | Ludwig Suthaus, Martha Mödl, Josef Greindl, Alfred Poell, Sena Jurinac, Alois Pernerstorfer, Margarete Klose                   | Wilhelm Furtwängler Orchestra Sinfonica e Coro della RAI                              | CD: EMI Cat: CZS 7 67136 2 Mono, live                                                                           |
| 1955 (Juli)   | Wolfgang Windgassen, Astrid Varnay, Josef Greindl, Hermann Uhde, Gré Brouwenstijn, Gustav Neidlinger, Maria von Ilosvay        | Joseph Keilberth Chor & Orchester der Bayreuther Festspiele                           | CD: Testament Cat: SBT41393 Stereo, live                                                                        |
| 1955 (August) | Wolfgang Windgassen, Martha Mödl, Josef Greindl, Hermann Uhde, Gré Brouwenstijn, Gustav Neidlinger, Maria von Ilosvay          | Joseph Keilberth Chor und Orchester der Bayreuther Festspiele                         | CD: Testament Cat: SBT41433 Stereo, live                                                                        |
| 1957          | Wolfgang Windgassen, Birgit Nilsson, Kurt Böhme, Hermann Uhde, Elisabeth Lindermeier, Otakar Kraus, Maria von Ilosvay          | Rudolf Kempe Chorus & Orchestra of the Royal Opera House, Covent Garden               | CD: Testament Cat: SBT131426 (komplet Ring) Mono, live                                                          |
| 1964          | Wolfgang Windgassen, Birgit Nilsson, Gottlob Frick, Dietrich Fischer-Dieskau, Claire Watson, Gustav Neidlinger, Christa Ludwig | Georg Solti Wiener Philharmoniker & Chor der Wiener Staatsoper                        | CD: Decca Cat: 455 569-2 Stereo, studieindspilning                                                              |
| 1967          | Wolfgang Windgassen, Birgit Nilsson, Josef Greindl, Thomas Stewart, Ludmilla Dvoráková, Gustav Neidlinger, Martha Mödl         | Karl Böhm Chor & Orchester der Bayreuther Festspiele                                  | CD: Philips Cat: 412 488-2 Stereo, live                                                                         |
| 1970          | Helge Brilioth, Helga Dernesch, Karl Ridderbusch, Thomas Stewart, Gundula Janowitz, Zoltán Kelemen, Christa Ludwig             | Herbert von Karajan Berliner Philharmoniker, Chor der Deutschen Oper Berlin           | CD: Deutsche Grammophon Cat: 457 795-2 Stereo, studieindspilning                                                |
| 1979          | Manfred Jung, Gwyneth Jones, Fritz Hübner, Franz Mazura, Jeannine Altmeyer, Hermann Becht, Gwendolyn Killebrew                 | Pierre Boulez Chor & Orchester der Bayreuther Festspiele                              | CD: Philips Cat: 434 424-2 Stereo, studieindspilning                                                            |
| 1983          | René Kollo, Jeannine Altmeyer, Matti Salminen, Hans Günter Nöcker, Norma Sharp, Siegmund Nimsgern, Ortrun Wenkel               | Marek Janowski Chorus & Orchestra of the Sächsische Staatskapelle Dresden             | CD: RCA (genudgivelse, oprindelig udsendt af Eurodisc) Cat: B00011MJV6 (komplet Ring) Stereo, studieindspilning |
| 1989          | Reiner Goldberg, Hildegard Behrens, Matti Salminen, Bernd Weikl, Cheryl Studer, Ekkehard Wlaschiha, Hanna Schwarz              | James Levine Metropolitan Opera Orchestra & Chorus                                    | CD: Deutsche Grammophon Cat: 429 385-2 Stereo, studieindspilning                                                |
| 1989          | René Kollo, Hildegard Behrens, Robert Hale, Hans Günter Nöcker, Eva-Maria Bundschuh, Ekkehard Wlaschiha, Waltraud Meier        | Wolfgang Sawallisch Chor & Orchester der Bayerische Staatsoper                        | CD: EMI Cat: 724357273121 (komplet Ring) Stereo, live                                                           |
| 1991          | Siegfried Jerusalem, Éva Marton, John Tomlinson, Thomas Hampson, Eva-Maria Bundschuh, Theo Adam, Marjana Lipovsek              | Bernard Haitink Chor & Sinfonieorchester des Bayerischen Rundfunks                    | CD: EMI Cat: CDS 7 54485 2 Stereo, studieindspilning                                                            |
| 1991          | Siegfried Jerusalem, Anne Evans, Philip Kang, Bodo Brinkmann, Eva-Maria Bundschuh, Günter von Kannen, Waltraud Meier           | Daniel Barenboim Chor & Orchester der Bayreuther Festspiele                           | CD: Teldec Cat: 4509941942 Stereo, live                                                                         |
| 2002-03       | Albert Bonnema, Luana DeVol, Roland Bracht, Hernan Iturralde, Eva-Maria Westbroek, Franz-Josef Kappellmann, Tichina Vaughn     | Lothar Zagrosek Chor & Orchester der Staatsoper Stuttgart                             | CD: Naxos Records Cat: 8.660179-82 Stereo, live                                                                 |
| 2004          | Gary Rideout, Lisa Gasteen, Duccio dal Monte, Jonathan Summers, Joanna Cole, John Wegner, Elizabeth Campbell                   | Asher Fisch Chorus of The State Opera of South Australia, Adelaide Symphony Orchestra | CD: Melba Cat: MR301099-102 Stereo, live                                                                        |
| 2009          | Stephen Gould, Linda Watson, Hans-Peter König, Ralf Lukas, Edith Haller, Andrew Shore, Christa Mayer                           | Christian Thielemann Chor & Orchester der Bayreuther Festspiele                       | CD: Opus Arte Cat: OA CD9000B D Stereo, live                                                                    |